# توم كلايتون
توم كلايتون (بالإنجليزية: Tom Clayton)‏ هو فارس أسترالي، ولد في 1 ديسمبر 1882 في سيدني في أستراليا، وتوفي في 24 مارس 1909.